# Kobylisy (metropolitana di Praga)
Kobylisy è una stazione della linea C della metropolitana di Praga.

## Storia
La stazione è stata attivata il 26 giugno 2004, come parte del prolungamento della linea C tra Nádraží Holešovice e Ládví.

## Strutture e impianti
La stazione è sotterranea ed è dotata di due binari, serviti da una banchina centrale.

## Servizi
La stazione è dotata di ascensori per le persone a mobilità ridotta.
- Biglietteria
- Servizi igienici

## Interscambi
- Fermata autobus (linee 102, 144, 145, 162, 169, 200, 370, 371, 372, 373, 374, 411, 152 e 177)[2]
- Fermata tram (linee 10, 17, 24 e 29)[2]